# Шум (Мавритания)
Шум (фр. Choum) — город в Мавритании, в департаменте Атар области Адрар.

## История
Расцвет и упадок города были связаны с его положением на транссахарских торговых путях. В 1977 году город был атакован французскими войсками как предполагаемая база фронта Полисарио.

## Население
Население города Шум по данным на 2000 год составляет 2735 человек.

## Транспорт
Через Шум проходит Мавританская железная дорога, которая соединяет порт Нуадибу, расположенный на побережье Атлантического океана, и город Зуэрат — мавританский центр добычи железной руды. Город находится в том месте, где граница между Мавританией и Западной Сахарой делает поворот под прямым углом. Когда французские колониальные власти решили в начале 1960-х годов построить Мавританскую железную дорогу, то испанские колониальные власти Западной Сахары выставили условия, которые сделали прохождение дороги по ровному пустынному западносахарскому участку неприемлемым для французов. Поэтому французские инженеры построили дорогу параллельно границе на французской территории, ради чего им пришлось пробить двухкилометровый туннель в сплошном граните. Этот туннель теперь называют «африканским памятником европейской глупости» . Ныне данный туннель не используется и 5-км участок железной дороги проходит по территории Западной Сахары, контролируемой Полисарио.
Шум соединён грунтовой автомобильной дорогой с городом Атар, расположенным к югу от него.